# بتمن در برابر سوپرمن: طلوع عدالت
بتمن دربرابر سوپرمن: طلوع عدالت (به انگلیسی: Batman v Superman: Dawn of Justice) فیلمی ابرقهرمانی آمریکایی محصول سال ۲۰۱۶ است که بر پایه شخصیت‌های سوپرمن و بتمن از شرکت دی‌سی کامیکس ساخته شده‌است. این فیلم دنبالهٔ مرد پولادین محصول سال ۲۰۱۳ و دومین فیلم مجموعه فیلم‌های دنیای توسعه‌یافته دی‌سی به‌شمار می‌رود. زک اسنایدر کارگردانی این فیلم را بر عهده داشته و دیوید اس. گویر و کریس تریو فیلم‌نامهٔ آن را نگاشته‌اند، و گروهی از بازیگران شامل بن افلک در نقش بتمن، هنری کویل در نقش سوپرمن و ایمی آدامز، گل گدوت، لارنس فیشبرن، داین لین، جسی آیزنبرگ، جرمی آیرونز و هالی هانتر در این فیلم به ایفای نقش پرداخته‌اند. بتمن و سوپرمن: طلوع عدالت نخستین فیلمی به‌شمار می‌رود که بتمن و سوپرمن با هم در آن حضور دارند؛ همچنین نخستین حضور سینمایی شخصیت‌های زن شگفت‌انگیز نیز می‌باشد. در فیلم، یک مغز متفکر جنایتکار به نام لکس لوتر با مهارت تمام بتمن را به یک نبرد مرگ آسا با سوپرمن، که لوتر خواهان نابودی اوست، می‌کشاند.
پس از انتشار مرد پولادین، در کامیک‌کان سن دیگو ۲۰۱۳ خبر ساخت این فیلم اعلام شد. اسنایدر اعلام کرد این فیلم از مجموعهٔ بازگشت شوالیه تاریکی نوشته فرانک میلر الهام‌هایی می‌گیرد، ولی داستانی متفاوت خواهد داشت. تجسم بتمن این فیلم با تجسم کریستین بیل از این شخصیت در سه‌گانه شوالیه تاریکی متفاوت بود و حکم یک راه اندازی مجدد برای مجموعه بتمن را پیدا کرد. فیلم همچنین عناصری از داستان «مرگ سوپرمن» را نیز درخود دارد. پیش‌تولید از اکتبر ۲۰۱۳ در کالج لس آنجلس شرقی و فیلم‌برداری اصلی آن از مه ۲۰۱۴ در دیترویت، میشیگان آغاز گردید و پس از فیلمبرداری‌های اضافی در ایلینوی و نیومکزیکو، در دسامبر همان سال به پایان رسید.
افتتاحیه بتمن دربرابر سوپرمن: طلوع عدالت در ۱۹ مارس ۲۰۱۶ در ادویتوریو نشنال در مکزیکو سیتی انجام گرفت، وو در ۲۵ مارس ۲۰۱۶ در ایالات متحده اکران شد. پس از فروش‌های قدرتمند در هفته اول اکران، فروش فیلم در دومین آخر هفته افت کرد و دیگر هیچوقت بهبود نیافت. با وجود فروش بالغ بر ۸۷۳٫۶ میلیون دلاری و کسب عنوان هفتمین فیلم پرفروش سال ۲۰۱۶، فیلم کمتر از حد انتظار عمل کرد و نقدهای عمدتاً منفی از منتقدان دریافت کرد.
بتمن علیه سوپرمن:طلوع عدالت در سال ۲۰۱۷ در سی و هفتمین دوره جوایز تمشک طلایی، برنده چهار جایزه شد و در چند رشته دیگر هم جزو نامزدها بود. مدتی بعد نسخه طولانی فیلم، با نام نسخه «تدوین نهایی»، منتشر شد که دارای ۳۱ دقیقه فیلم اضافی بود.

## فیلم
در یک صحنه فلشبک از کودکی بروس وین، او از مراسم تشییع جنازه پدر و مادر خود فرار می‌کند؛ او در یک چاه سقوط می‌کند و توسط گروه بزرگی از خفاش‌ها از آنجا رهایی میابد. زمان حال، هجده ماه پس از نبرد بین سوپرمن و ژنرال زاد در متروپلیس، سوپرمن به یک چهره بحث‌برانگیز تبدیل شده‌است. بروس اکنون یک میلیاردر است و به مدت بیست سال در شهر گاتهام به عنوان یک کیفرجو به نام بتمن کار می‌کند. او که شخصاً شاهد ویرانگری آن نبرد بود، سوپرمن را یک تهدید خطرناک برای بشریت می‌بیند.
کلارک کنت (هویت زمینی سوپرمن) پس از اطلاع از عملکرد خشن بتمن به اسم عدالت، از طریق مقالات دیلی پلنت به دنبال افشای اوست. بروس متوجه می‌شود که آناتولی کنیازف، قاچاقچی اسلحه روس با لکس لوتر، مدیر لکس کورپ، تماس برقرار کرده‌است. در همین حال، لوتر تلاش می‌کند تا سناتور جون فینچ را متقاعد کند که به او اجازه دهد تا کریپتونایت، ماده حاصل از تلاش زاد برای تغییر جو زمین، کشف شده را وارد کند تا بتواند به عنوان یک عامل بازدارنده در برابر تهدیدات کریپتونی و فراانسانی آینده مورد استفاده قرار گیرد. او قبول نمی‌کند، اما لوتر با دستیار فینچ نقشه‌های جایگزین می‌کشد و اجازه می‌گیرد به جسد زاد و کشتی پیشاهنگ کریپتونی دسترسی داشته باشد.
بروس در یک جشن در لکس کورپ شرکت می‌کند تا داده‌های رمزگذاری شده را از پردازنده مرکزی شرکت بدزدد، اما دایانا پرینس، فروشنده آثار باستانی، آن را از او می‌دزدد. او پس از عدم دسترسی به اطلاعات آن را پس می‌دهد. در حین رمزگشایی اطلاعات، بروس رؤیای یک دنیای پسا آخرالزمانی را در می‌بیند که در آن شورشیانی را علیه یک سوپرمن شیطانی رهبری می‌کند. او توسط یک فرد ناشناس، که از طریق یک پورتال ظاهر می‌شود، از خواب بیدار شده و آن فرد به او می‌گوید که لوئیس لین «کلید است» و قبل ناپدید شدن از او می‌خواهد تا «بقیه» را پیدا کند. اطلاعات رمزگشایی شده فایل‌های لوتر چندین ابرانسان در سراسر جهان را نشان می‌دهد. یکی از آنها دایانا است که در عکسی از دوران جنگ جهانی اول حضور دارد. وین به آلفرد پنی ورث می‌گوید که قصد دارد کریپتونایت را بدزدد و به جنگ با سوپرمن برود.
یک جلسه گسترده در کنگره با مدیریت فینچ برای زیر سؤال بردن اقدامات سوپرمن علیه زاد برگزار می‌شود. بمبی که توسط لوتر پنهان شده بود منفجر شد و همه حاضران، به جز سوپرمن، کشته شدند. سوپرمن خود را به دلیل عدم تشخیص به موقع آن سرزنش می‌کند و خود را از انظار عمومی پنهان می‌کند. از سوی دیگر، بتمن وارد لکس کورپ می‌شود و کریپتونایت را می‌دزدد. او یک اسکلت بیرونی نیرومند، یک نارنجک‌انداز کریپتونایت و یک نیزه با نوکی از جنس کریپتونایت می‌سازد. در همین حین، لوتر وارد کشتی کریپتونی می‌شود و به پایگاه داده وسیع فناوری آن دسترسی پیدا می‌کند.
لوتر با ربودن لوئیس و مارتا کنت، مادر خوانده کلارک، سوپرمن را به سوی خود می‌کشاند. او لوئیس را از بالای ساختمان لکس کورپ پرت می‌کند. سوپرمن او را نجات می‌دهد و با لوتر روبرو می‌شود و لوتر فاش می‌کند که او و بتمن را، با دامن زدن به بی‌اعتمادی میان آنها، را به سوی یک نبرد مرگبار هدایت کرده‌است. لوتر در ازای جان مارتا از او می‌خواهد که بتمن را بکشد. سوپرمن سعی می‌کند این موضوع را برای بتمن توضیح دهد، اما او در عوض به او حمله می‌کند و در نهایت با استفاده از گاز کریپتونایت او را تحت سلطه خود درمی‌آورد. همان‌طور که بتمن آماده می‌شود تا او را با نیزه بکشد، سوپرمن از او می‌خواهد که «مارتا» را نجات دهد. بتمن در حین سردرگمی دچار تردید می‌شود تا لوئیس از راه رسید و منظور سوپرمن را توضیح دهد. او با آگاهی از اینکه چقدر از انسانیت دور شده‌است، قول می‌دهد که مارتا را نجات دهد. سوپرمن دوباره قدرت خود را به دست می‌آورد و در کشتی فضایی با لوتر روبرو می‌شود.
لوتر نقشه جایگزین خود را اجرا و هیولایی را که به صورت مهندسی ژنتیکی از روی دی‌ان‌ای بدن زاد و خود ساخته شده بود را آزاد می‌کند. سوپرمن به آسیب‌پذیری آن در برابر کریپتونایت پی می‌برد و نیزه کریپتونایتی را پیدا می‌کند و به طرز مرگباری آن را بدن موجود فرو می‌برد. آن موجود در حین مرگ سوپرمن را، که به دلیل قرار گرفتن در معرض کریپتونایت ضعیف شده بود، خنجر می‌زند و او را می‌کشد.
پس از دستگیر شدن لوتر، بتمن در زندان با او روبرو می‌شود و به او هشدار می‌دهد که همیشه مراقب او خواهد بود. لوتر از این که مرگ سوپرمن جهان را در برابر تهدیدات قدرتمند بیگانگان آسیب‌پذیر کرده‌است احساس خوشحالی می‌کند. مراسم یادبودی برای سوپرمن در متروپلیس برگزار می‌شود. کلارک نیز مرده اعلام شد و بروس و دایانا هر دو در مراسم تشییع جنازه او در اسمالویل شرکت کردند. مارتا پاکت نامه‌ای حاوی حلقه نامزدی کلارک به لوئیس می‌دهد. بروس به دایانا می‌گوید که از درگیری با سوپرمن پشیمان است و برای تشکیل گروهی از فراانسان‌ها از او کمک می‌خواهد تا در غیاب سوپرمن از جهان محافظت کنند. هنگامی که همه مراسم را ترک می‌کنند، خاک بالای تابوت کلارک شناور در این

## بازیگران
- بن افلک در نقش بروس وین / بتمن:
یک میلیاردر ثروتمند اجتماعی و مالک شرکت وین. او شب‌ها، به عنوان یک محافظ نقاب‌دار، مجهز به انواع سلاح‌ها و تجهیزات، به جنگ با جنایتکاران گاتهام می‌رود.[۱۷] این دومین کار کامیک‌بوکی افلک است. وی پیش از این در سال ۲۰۰۳ در نقش بی‌باک در فیلمی به همین نام بازی کرده بود.[۱۸] او در ابتدا در مورد پذیرفتن این نقش تردید داشت، اما به گفتهٔ خودش پس از صحبت با اسنایدر، متوجه شده که مفهوم این فیلم با بتمنی که کریستین بیل در آن بازی کرده تفاوت دارد.[۱۹] همچنین او در سال ۲۰۰۶ به دنبال شکست فیلم بی‌باک، اعلام کرده بود که هرگز در فیلم ابرقهرمانی بازی نمی‌کند.[۲۰] نولان هم در جریان انتخاب افلک برای این نقش قرار داشته و افلک اولین انتخاب اسنایدر برای این نقش بوده‌است.[۲۱] پیش از او جاش برولین گزینهٔ جدی بازی در این نقش بود.[۲۲] لباس بتمن در این فیلم، برخلاف لباس‌های زرهی فیلم‌های قبلی، از پارچه‌ای متناسب ساخته شده‌است و یک لباس مکانیکی نیز به نمایش درآمده است که بتمن در مبارزه با سوپرمن از آن استفاده می‌کند. زک اسنایدر دربارهٔ لباس بتمن اظهار داشت: «من یک ایده واقعاً قوی در مورد کاری که می‌خواستم انجام دهم داشتم، واقعاً می‌خواستم یک بتمن پارچه‌ای انجام دهم؛ نه چیزی که به یک بتمن زره‌دار معمولی تبدیل شده‌است. ما اینگونه آن را تکامل دادیم.»[۲۳] برخلاف نسخه‌های قبلی که با صدای عمیق‌تری به عنوان بتمن صحبت می‌کردند، این نسخه از تعدیل‌کننده صدا برای تحریف صدای واقعی او استفاده می‌کند. افلک اظهار داشت که احتمالاً صدای یک میلیاردر معروف شناخته می‌شود. هنگامی که از افلک پرسیده شد که چه چیزی این بتمن را با تصویرهای قبلی متفاوت می‌کند، افلک گفت: این بتمن «کمی پیرتر است، او کمی خسته‌تر از جهان است. او یکی دو بار در این زمینه بوده‌است، بنابراین کمی عاقل تر است، اما قطعاً بدبین تر و بدبین تر است. کمی تاریک تر و خسته‌تر، و افزود که بتمن «به مرور زمان بیشتر در معرض خشونت و عنصر جنایتکار آن جهان قرار گرفته‌است.»[۲۴] بتمن فیلم تحت تأثیر مجموعه بازگشت شوالیه تاریکی اثر فرانک میلر است که بتمن را در دهه ۵۰ سن خود نشان می‌دهد. اسنایدر گفت: «من قطعاً یک بتمن مسن تر می‌خواستم. من یک بتمن خسته از جنگ می‌خواستم. به همین دلیل است که از بسیاری جهات، بن برای من واقعاً عالی بود، ما کمی او را پیر کردیم. واقعاً عالی کار کرد. من واقعاً در مورد بتمنی که خلق کردیم هیجان زده هستم.»[۲۳] اسنایدر در مورد انتخاب افلک در نقش بتمن گفت: «بن تعادل جالبی برای سوپرمن هنری فراهم می‌کند. او توانایی‌های بازیگری را دارد تا تصویری لایه‌ای از مردی ایجاد کند که از کلارک کنت مسن تر و عاقل تر است و زخم‌های یک جنگجوی مجرب علیه جنایت را در خود دارد. اما جذابیتی را که دنیا در بروس وین میلیاردر می‌بیند، حفظ می‌کند.»[۲۵] افلک اسنایدر را برای مقابله با تأثیر تخریب‌های ایجاد شده در متروپلیس در قسمت قبلی تحسین کرد و گفت: «یکی از چیزهایی که دوست داشتم ایده زک برای نشان دادن مسئولیت پذیری و عواقب خشونت و دیدن افراد واقعی در آن ساختمان‌ها بود.» وی افزود: «و در واقع، یکی از آن ساختمان‌ها ساختمان بروس وین بود، بنابراین او افرادی را می‌شناخت که در آن رویداد سیاه جان خود را از دست دادند.» براندون اسپینک ایفاگر نقش جوانی بروس وین است.[۲۶]
- هنری کویل در نقش کلارک کنت / سوپرمن:
کریپتونی بازمانده مستقر در شهر متروپلیس، که با نام مستعار کلارک کنت به عنوان روزنامه‌نگار در روزنامه دیلی پلنت کار می‌کند و با استفاده از قدرت‌های خارق‌العاده خود از بشریت محافظت می‌کند.[۲۷][۲۸] لباس سوپرمن در بتمن در برابر سوپرمن تا حدودی شبیه به لباس مرد پولادین است، اما با جزئیات سطحی پیشرفته‌تر و به سبک ارتقا یافته و شنلی براق‌تر و ظاهری فلزی‌تر.[۲۹] نقل قول نوشته شده به زبان کریپتونی به نماد سوپرمن اضافه شد «جایی که فکر می‌کردیم تنها بایستیم، با تمام دنیا خواهیم بود».[۳۰] این فیلم به تخریب سوپرمن و زاد در متروپلیس می‌پردازد، بخشی از مرد پولادین که به دلیل گسترده بودن برای سوپرمن مورد انتقاد قرار گرفت، که اسنایدر پاسخ داد: «من متعجب شدم زیرا این تز سوپرمن برای من است که نمی‌توان فقط ابرقهرمان‌ها را به هم زد و هیچ عواقبی نداشت.»[۲۶] کویل در مورد اینکه تصور عمومی از سوپرمن در این فیلم چیست، گفت: «در این فیلم، همه در مورد احساسشان نسبت به این بیگانه به جهت‌های مختلفی تقسیم شده‌اند» و افزود: «بعضی از مردم او را دوست دارند، برخی از او متنفرند. دیگران می‌ترسند. آیا او ظالم است؟»[۳۱] وقتی از کویل پرسیده شد که سوپرمن از زمان مرد پولادین چگونه تکامل یافته‌است، کویل گفت: «خود سوپرمن آنقدرها هم متفاوت نیست. با این حال، او باید با مجموعه جدیدی از مشکلات دست و پنجه نرم کند زیرا اکنون به دنیا نشان داده شده‌است. این فیلم بیشتر دربارهٔ چگونه جهان به‌طور کلی - و بتمن به‌طور خاص - این بیگانه را می‌بیند، و کمتر در مورد تکامل سوپرمن. کویا سوپرمن و بتمن را به عنوان «دو روی یک سکه» توصیف کرد. آنها هدف یکسانی دارند، اما از روش‌های بسیار متفاوتی برای رسیدن به آن استفاده می‌کنند. قابل درک است که آنها را به درگیری با یکدیگر سوق می‌دهد و درگیری آنها یک لحظه تاریخی است.»[۳۲]
- ایمی آدامز در نقش لوئیس لین:
خبرنگار روزنامه دیلی پلنت و معشوقهٔ کلارک.[۲۷][۳۳] آدامز در مورد نقش خود اظهار داشت که «لوئیس هنوز به نوعی مانند کلید اطلاعات است. او دختری است که بیرون می‌رود و آن را دریافت می‌کند و آن را کشف می‌کند و کنار هم می‌گذارد و همه اینها، بنابراین او بسیار درگیر است.»[۳۴] وقتی از آدامز در مورد نظرش در مورد نقش آفرینی لوئیس لین در فیلم پرسیده شد، پاسخ داد: «من عاشق این هستم که او نترس است. من اینطور نیستم، بنابراین واقعاً جالب است که او واقعاً از عواقب آن نمی‌ترسد.» آدامز در مورد رابطه لوئیس لین و کلارک کنت در این فیلم گفت: "چیزی که در این مورد عالی است این است که تا آنجا که رابطه با لوئیس و کلارک ادامه دارد، وقتی آنها را ملاقات می‌کنیم می‌توان گفت که آنها برای مدتی با هم رابطه داشته‌اند. او توضیح داد: "بنابراین خیلی خوب بود که بتوانم آن نوع صمیمیت و آن نوع دوستی را که با هنری ایجاد کرده‌ام، ایجاد کنم تا بتوانم آن را به نمایش بگذارم."[۳۵] او همچنین کلارک کنت را ارتباط لوئیس لین با بشریت توصیف کرد و گفت: «او ممکن است دید تونلی داشته باشد، اما یک شغل و استانداردهای اخلاقی دارد. [وقتی] قبلاً او را ملاقات کردیم، او برای دریافت داستان هر کاری انجام می‌داد - اکنون. کلارک تا حدودی ایمان به انسانیت را در او القا کرده‌است. رابطه او با کلارک نزدیکترین چیزی است که او به هر چیز مبتنی بر ایمان دارد، می‌دانید؟ اگرچه ارتباط با کلارک مشکلاتی را به همراه دارد.»[۳۶]
- جسی آیزنبرگ در نقش لکس لوتر:
یک تاجر جوان عجیب و غریب و مدیر عامل ارثی لکس‌کورپ که در شکست دادن سوپرمن وسواس دارد.[۳۷][۳۸] لوتر معمولاً در کمیک‌ها به صورت طاس به تصویر کشیده می‌شود در حالی که نسخه فیلم از لوتر او را با مو در اکثر فیلم به تصویر می‌کشد. آیزنبرگ هنگام صحبت در مورد ایفای نقش خود از لوتور در مقایسه با نقش‌های قبلی، گفت: «وقتی در حال انجام فیلمی شبیه به این هستید و نقش شخصیتی را بازی می‌کنید که قبلاً بازی شده‌است، هر چه از آن تجسم‌های قبلی دورتر باشد، بهتر است». از آنجایی که احتمال دارد، به خصوص با مردی مانند جین هکمن یا کوین اسپیسی، شما به خوبی مقایسه نخواهید شد." آیزنبرگ پیشینه شخصیت خود را به عنوان داشتن «هسته ای از واقعیت» توضیح داد و گفت: «[لوتر] داستانی غم‌انگیز و زندگی درونی احساسی دارد که معتبر است. این در فیلم است. علاقه من به ایفای این شخصیت با احساسی واقعی بود. اصلی، و این نویسنده، علاقه کریس تریو به خلق شخصیتی است که در واقعیت قابل اجرا به نظر می‌رسد.» آیزنبرگ در مورد رفتار و نگرش لوتر نسبت به سوپرمن گفت: «او یک خودشیفته درجه اول است، اما از این نظر پیچیده‌است که به شدت آشفته، رقابتی و انتقام جو است. او به سوپرمن نه به عنوان فردی برای نابود کردن، بلکه به عنوان یک فرد واقعی نگاه می‌کند. تهدیدی برای بشریت.»[۳۹] آیزنبرگ نقش خود را در نقش لکس لوتر به عنوان سودمندترین نقش خود توصیف کرد و گفت: «از بسیاری جهات، لوتر بیش از هر شخصیتی است که شما در یک فیلم مستقل انجام می‌دهید، که معمولاً چنین است. جایی که شما دراز می‌کشید؛ بنابراین به این ترتیب اصلاً به خطر نیفتاد. اگر چیزی بود، بهترین و سودمندترین نقشی بود که تا به حال به من داده شده بود. فرصت ایفای یک شخصیت جالب در فیلمی در این مقیاس بسیار نادر است.[۴۰] آیزنبرگ موضوعی را در فیلم توصیف می‌کند و می‌گوید: «این سؤال را مطرح می‌کند که چگونه یک مرد می‌تواند این همه قدرت داشته باشد. اینها چیزهایی است که ما در مورد دولت‌های مستبد صحبت می‌کنیم. آنها در این فیلم به ژئوپلیتیک می‌پردازند، و نه به شکلی که تظاهر آمیز باشد ما یا باطنی».[۴۱]
- داین لین در نقش مارتا کنت:
مادر خوانده کلارک.[۲۷] لین در مورد نقش خود به عنوان مادر سوپرمن اظهار داشت: «من همیشه می‌گفتم که اگر پسری داشته باشم، این آزمون نهایی خواهد بود. یک مرد خوب تربیت کنید - چیزی اصیل در این مورد وجود دارد.» وقتی از لین در مورد تجربه کار با زک اسنایدر در بتمن علیه سوپرمن سؤال شد، لین گفت که تحت تأثیر تخیل اسنایدر قرار گرفته‌است و افزود: «به چه کسی این فرصت داده می‌شود که چنین چیزهایی را برای میلیون‌ها نفر روی صفحه نمایش دهد؟ این فوق‌العاده است. این یک افتخار است و یک بار است، و من نمی‌توانم تصور کنم که این بار را به دوش بکشم.»[۴۲] در مورد حمایت مارتا کنت از پسرش سوپرمن، لین اظهار داشت: «من فکر می‌کنم که او به او یادآوری می‌کند که او یک انتخاب دارد»، و در توضیح بیشتر گفت: «او مجبور نیست زیر یوغ این سرنوشت باشد. او در واقع می‌تواند لذت انتخاب را احساس کند».[۴۳]
- لارنس فیشبرن در نقش پری وایت:
سردبیر دیلی پلنت و رئیس کلارک و لوئیس.[۲۷] وقتی از فیشبرن در مورد بازی مجدد در این فیلم پرسیده شد، گفت: «من خوشحال شدم که به این شخصیت بازگشتم. وقتی آن را خواندم بسیار هیجان زده شدم و دیدم که در مرکز فیلم چه چیزی وجود دارد، که این دعوای بزرگ بین این دو تایتان بود.»[۴۴] فیشبرن در مورد نقش پری وایت در این فیلم گفت: «او با این واقعیت برخورد می‌کند که رسانه اش به نظر می‌رسد که مسیر دایناسورها را طی می‌کند، بنابراین حضور در آن موقعیت دشواری است. خبر خوب این است که او یک خبرنگار بزرگ مانند لوئیس لین و یک خبرنگار بزرگ جدید مانند کلارک کنت دارد که علاقه‌مند و تشنه انجام این کار هستند.»[۴۵] فیشبرن در مورد تجربه فیلمبرداری و تعاملات شخصیتش گفت: "در ابتدا فقط چند روز با لوئیس، کلارک و پری گذشت. و بقیه فقط من بودم. با لوئیس، فهمیدند چگونه او را به جایی که باید برسانند، اما روابط من فکر می‌کنم در مرد پولادین به خوبی تثبیت شدند.»[۴۶]
- جرمی آیرونز در نقش آلفرد پنی‌ورث:
پیشخدمت، پشتیبان امنیتی و معتمد بروس وین.[۳۷] آیرونز برداشت خود از آلفرد پنی ورث را اینگونه توصیف کرد که «آلفرد کاملاً متفاوت از آنچه تاکنون دیده‌ایم است. زک اسنایدر دیدگاه‌های بسیار روشنی در مورد آنچه می‌خواست داشت. من فقط می‌گویم که او شاید بیشتر از یک پیشخدمت عمل کند.»[۴۷] وقتی از آیرونز پرسیده شد که چه چیزی آلفرد او را متفاوت از نقش‌های قبلی می‌کند، آیرونز گفت: «زک اسنایدر، کارگردان، می‌خواست یک آلفرد کاملاً متفاوت خلق کند؛ بنابراین احساس کردم که مجبور نیستم چمدانی نسبت به نمونه‌های قبلی حمل کنم. این یک نوع است. تناسخ، اگر مایل بودید. من این احساس را داشتم که دارم آلفرد خود را خلق می‌کنم، بیشتر مردی که در واقع می‌تواند هر کاری را اگر مجبور باشد انجام دهد. و او در تصمیماتی که بروس می‌گیرد بسیار دخیل است.[۴۸] آیرونز در مورد اینکه آلفرد در فیلم چگونه خواهد بود، اظهار داشت: «او تاریخچه جالبی دارد. او مرد بسیار شایسته‌ای است. او مردی است که من فکر می‌کنم هر کسی دوست دارد با او ازدواج کند. او می‌تواند هر کاری را انجام دهد: لامپ‌ها را عوض کند، اگر مجبور باشد پل‌ها را منفجر کند.»[۴۹]
- گل گدوت در نقش پرنس دایانا / زن شگفت‌انگیز[۵۰]

شاهدختی که دختر زئوس است. این اولین حضور سینمایی این شخصیت در یک فیلم می‌باشد. گدوت اعلام کرده که تمرینات ویژه‌ای را برای بازی در این نقش پشت سر می‌گذارد.
- اسکوت مک‌نری در نقش والاس کیف

به علاوه رابین اتکین داونز کار ضبط حرکت و صداپیشگی شخصیت دومزدی را بر عهده داشت هر چند هرگز به نام او در فیلم اشاره نشد، تائو اوکاموتو در نقش مرسی گریوز دستیار لکس لوتر، ری فیشر در نقش ویکتور استون / سایبورگ جیسون موموآ در نقش آکوامن و لورن کوهن در نقش مارتا وین بازی می‌کنند. انتخاب افلک، گدوت و آیزنبرگ با اعتراضاتی از سوی طرفداران کمیک همراه بود و حتی دادخواست اینترنتی راه انداختند تا افلک از این نقش کنار گذاشته شود. کالن مالوی، جنا ملون و هالی هانتر در نقش‌های نامشخص به بازیگران این فیلم اضافه شده‌اند.
رابین اتکین داونز کار ضبط حرکت و صدا را برای دومزدی در اوج فیلم انجام داد. اگرچه نام این شخصیت مستقیماً ذکر نشده‌است، اما بعداً مشخص شد که شخصیت دومزدی است. این نقش تحت چنان محرمانه‌ای نگه داشته شد که داونز تا زمانی که تریلر دوم منتشر شد، نمی‌دانست چه کسی را بازی می‌کند. داونز در مورد نقش خود اظهار داشت که به حضور در فیلم افتخار می‌کند و تحسین خود را برای کمک به زنده کردن دومزدی در این فیلم ابراز کرد. اسنایدر تأیید کرد که دومزدی در فیلم‌های آینده دی‌سی بازخواهد گشت و اظهار داشت: «خب، شما دومزدی دارید، درست است؟ او فقط از زمین بیرون نمی‌آید. او اسطوره‌های خودش را دارد، درست است؟ بنابراین باید بررسی شود." داونز قبلاً نقش‌های صوتی را برای فیلم‌ها و نمایش‌های مختلف انیمیشن دی‌سی و همچنین بازی‌های ویدیویی دی‌سی ارائه کرده‌است.
علاوه بر این، جفری دین مورگان توماس وین، و لورن کوهان نقش مارتا وین، والدین متوفی بروس وین را به تصویر می‌کشد. پاتریک ویلسون (که بعداً اوشن مستر را در آکوامن و دنباله‌اش به تصویر کشید) رئیس‌جمهور ایالات متحده را به صورت صوتی تصویر می‌کشد، و مایکل کسیدی جیمی اولسن، یک مأمور سیا را به تصویر می‌کشد. هری لنیکس در نقش وزیر کالوین سوانویک، کریستینا رن در نقش سرگرد کری فاریس، کوین کاستنر در نقش جاناتان کنت، ربکا بولر در نقش جنی جورویچ، چاد کروچوک در نقش گلن وودبرن و کارلا گوگینو در نقش هوش مصنوعی کریپتونی کلور. جسد ژنرال زاد نیز در این فیلم در نقشی تعیین‌کننده ظاهر می‌شود. با این حال، مایکل شنون هیچ صحنه ای را برای فیلم فیلمبرداری نکرد و جسد با استفاده از جلوه‌های ویژه ساخته شد. هیو مگوایر نقش جک اودوایر، یکی از مدیران شرکت وین را بازی می‌کند.
ازرا میلر، جیسون موموآ، و ری فیشر به ترتیب به عنوان بری آلن / فلش، آرتور کوری / آکوامن و ویکتور استون / سایبورگ در ظاهر کوتاهی معرفی شدند که منجر به گنجاندن آنها در فیلم لیگ عدالت شد. جو مورتون در نقش سیلاس استون، پدر ویکتور ظاهر می‌شود. سناتور ایالات متحده پاتریک لیهی در نقش سناتور پورینگتون ظاهر می‌شود، در حالی که سناتور ایالات متحده دبی استابنو نیز به عنوان فرماندار نیوجرسی ظاهر می‌شود. نیل دگراس تایسون، سولداد اوبراین، اندرسون کوپر، نانسی گریس، چارلی رز، دانا باش، اندرو سالیوان و ویکرام گاندی به عنوان خودشان ظاهر می‌شوند. سامی روتیبی در نقش ژنرال آماجاق انتخاب شد، در حالی که وونمی موسکوو نقش کاهینا زیری، زنی از نایرومی را به تصویر می‌کشد که در ابتدا در کنگره ایالات متحده علیه سوپرمن شهادت می‌دهد. جینا مالون برای نقش جنت کلیبرن، دانشمند آزمایشگاه استار لبز انتخاب شد، اما صحنه‌های او از اکران در سینما حذف شد. همراه با شخصیت‌های مرد فولادی، کوبرن گاس در نقش پدر لئون، جوزف کرانفورد در نقش پیت راس و امیلی پترسون در نقش لانا لنگ. آنها برای انتشار رسانه خانگی نسخه نهایی بازسازی شدند. جان استوارت، مجری برنامه تاک شو، نقشی کوتاه در قسمت توسعه یافته دارد. برای برقراری ارتباط بیشتر بین فیلم‌های جهان مشترک، کریس پاین، سعید تقمائوی، ایون برمنر و یوجین بریو راک در عکس دایانا پرینس در نقش استیو ترور، سامیر، چارلی و رئیس ناپی ظاهر می‌شوند، همه شخصیت‌هایی که در فیلم زن شگفت‌انگیز حضور یافتند. خود اسنایدر نیز به عنوان یکی از غول‌های کنیازف که تفنگی در دست دارد در محل بن‌بست انبار نقش آفرینی می‌کند.

## لحن و درون‌مایه
بتمن در برابر سوپرمن به عنوان تمثیلی در مورد سیاست معاصر آمریکا، به ویژه واکنش آمریکا به یازده سپتامبر، تفسیر شده‌است.
جان بیفوس از د کامرشل آپیل به شباهت‌های بین نبرد متروپلیس در ابتدای فیلم و ۱۱ سپتامبر اشاره کرد: «ایده این است که همان‌طور که ۱۱ سپتامبر تأثیری دگرگون‌کننده وجودی بر روان آمریکا داشت، نبرد متروپلیس، و متعاقب آن درک این موضوع که یک بیگانه قدرتمند می‌تواند سیاره انتخابی خود را به راحتی نابود کند، آگاهی انسان را تغییر داده و معیارهای جدیدی از اخلاق و سطوح ترس را ایجاد کرده‌است، به عبارتی «احساس ناتوانی اسد که مردان خوب را بی رحم می‌کند» از پیشخدمت وین، آلفرد (جرمی آیرونز).» او می‌گوید که بتمن از صحنه نبرد متروپلیس به‌عنوان «مردی تغییر یافته، و حتی آشفته‌تر، بیرون می‌آید».
کوفی آتلاو از کامیک‌بوک دات‌کام این تمثیل را به این صورت تفسیر کرد که بتمن نشان دهنده «واکنش شاهین‌جنگ راست‌گرا به ۱۱ سپتامبر… آمریکایی که امنیت را بر آزادی‌های مدنی ترجیح می‌دهد، ذهنیت دوران بوش مبنی بر توقف پیشگیرانه تهدیدها قبل از اینکه بتوانند در نزدیکی خانه تهدید کنند». آتلاو دربارهٔ سوپرمن می‌نویسد که او نماینده «آرمان‌های چپ‌تر، لیبرال، آمریکای ایده‌آل» است، در حالی که لوتر نماینده «فرصت طلبان موذی که از آشفتگی جهان پس از ۱۱ سپتامبر، یک جهان جنگ زده، برای منافع شخصی بهره‌برداری کردند (و هنوز هم از آن بهره‌برداری می‌کنند).» است. آتلاو معتقد است که صحنه ای که بتمن و سوپرمن در مادرانشان زمینه‌های مشترک پیدا می‌کنند، دلالت بر این تصور است که ایدئولوژی‌های سیاسی متضاد هنوز شباهت‌هایی با هم دارند.
اندرو دایس از اسکرین‌رنت نوشت: «بروس، مانند بسیاری از شخصیت‌ها و ملت‌های سیاسی، از موقعیت عالی اخلاقی چشم پوشی کرده، روش‌های افراطی خود را در صورت لزوم منطقی کرده‌است، دشمنی را شناسایی کرده‌است که به دنبال درک آن نیست، و اگر نگوییم ارزش‌های صریحی که کشورش بر اساس آن‌هاست، بلکه ارزش‌هایی که مأموریتش بر آن بنا شده بود، رها کرد.»
کلیم آفتاب از  وایس نوشت که این فیلم «به عنوان ضربه ناخوشایند دولت و واکنش مردم پس از یازده سپتامبر در نظر گرفته شده بود.» او شخصیت سوپرمن را با یک مسلمان آمریکایی مقایسه کرد و به این نتیجه رسید که این فیلم «در محکومیت چیزی است که آمریکا در حال تبدیل شدن به آن است، مکانی که در آن مهاجران، به ویژه آنهایی که به‌طور غیرمنصفانه به دلیل ویرانی‌های جمعی ناشی از افرادی معدود بدنام شده‌اند، دیگر بخشی از یک رؤیای واقعی آمریکایی نیستند.»
ریچارد برودی از نیویورکر این تمثیل را متفاوت تحلیل کرد: به گفته برودی، بتمن نماینده حزب دموکرات است، در حالی که سوپرمن نماینده حزب جمهوری‌خواه است. برودی احساس می‌کند که این تصور با این واقعیت پشتیبانی می‌شود که چشمان بتمن زمانی که کلاهخود خود را بیرونی می‌پوشد آبی می‌درخشد و سوپرمن وقتی از دید گرمایی خود استفاده می‌کند قرمز می‌درخشد. برودی این تمثیل را به دلیل اینکه حزب دموکرات را با شر متحد می‌کند که به گفته او «هیچ رابطه‌ای با سیاست معاصر ندارد» مورد انتقاد قرار داد. با این حال، او آن را «استعاره‌ای قدرتمند» برای این مسئله که «اگر سیاستمداران صرفاً وظایف خود را با شایستگی و حساسیت انجام می‌دادند، اصرار کمتری برای یافتن یک ابرقهرمان وجود داشت، یا بزرگ‌نمایی عوام فریبانی که وانمود می‌کنند یک ابرقهرمان هستند» معرفی می‌کند.
مارک هیوز از فوربز خاطرنشان می‌کند که این فیلم با داشتن سوپرمن به عنوان شخصیت خارجی که توسط دولت و رسانه‌ها مورد سؤال قرار می‌گیرد، سیاست بازگشت شوالیه تاریکی را معکوس می‌کند. او می‌نویسد: «این مفهوم معکوسی از کمیک است، در آنجا سوپرمن نمایانگر دیدگاه مستقر شده‌است در حالی که بتمن تحت نظارت مداوم مطبوعات و افکار عمومی است و توسط دولت مطرود می‌باشد.» دربارهٔ صحنه مارتا: «او هرگز قبلاً به سوپرمن به عنوان یک شخص واقعی یا به عنوان یک مرد نگاه نکرده‌است. سپس ناگهان سوپرمن آسیب‌پذیر می‌شود، او نام یک مرد معمولی و زنی دارد که او را دوست دارد که بر سر او گریه می‌کند، و یک مادر - آخرین کلمه او. کلمات اساساً عبارتند از «مادرم را نجات بده.» ما از لحاظ احساسی می‌بینیم که چگونه بتمن متوجه می‌شود که دارد چه می‌کند و اینکه او آدم بدی است، یک لحظه وحیانی دردناک اما بسیار انسانی.»
ریچارد نیوبی از هالیوود ریپورتر دربارهٔ صحنه مارتا می‌نویسد: «فرصتی برای بروس برای برقراری ارتباط دوباره با انسانیت خود و انسانیت سوپرمن. بتمن مبارزه را به این دلیل خاتمه نمی‌دهد که مادرانشان یک نام دارند، بلکه به این دلیل است که سوپرمن را به عنوان فردی با یک مادر می‌شناسد، یک انسان، علیرغم منشأ بیگانه. بروس در نبرد مقابل سوپرمن در نهایت متوجه می‌شود که می‌تواند بهتر باشد و دوباره با بشریت ارتباط برقرار کند. این یک رستگاری یا یک تغییر کامل نیست، زیرا او در صحنه‌های بعدی مزدوران را در زیرزمین می‌کشد. اما یک شروع است.»
بن افلک گفت که او «ایده نشان دادن مسئولیت پذیری و عواقب خشونت و دیدن افراد واقعی در آن ساختمان‌ها» را در صحنه بروس وین در نبرد متروپلیس دوست دارد.

## تولید

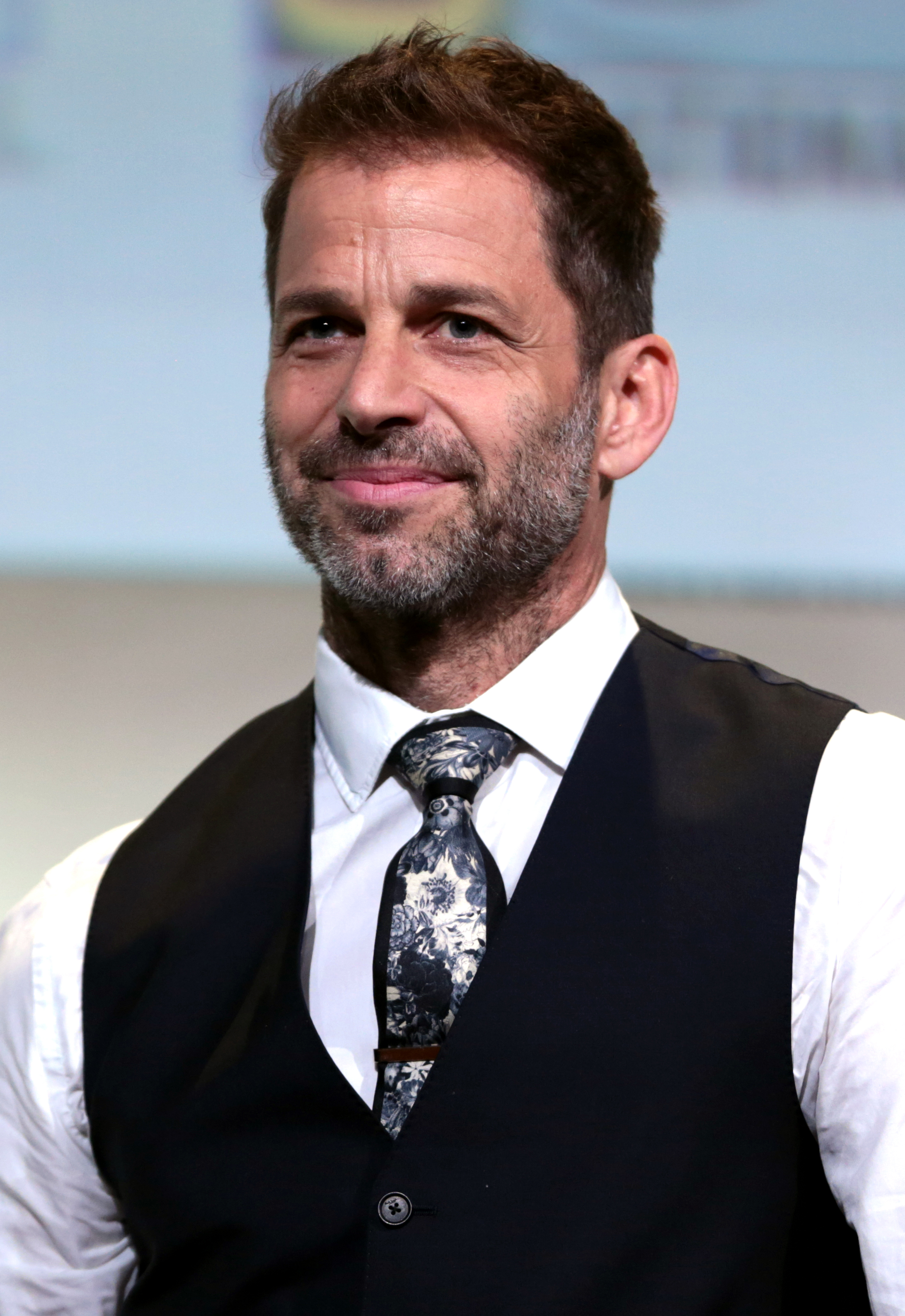
زاک اسنایدر

### آماده‌سازی
در ژوئن ۲۰۱۳، اعلام شد که زاک اسنایدر و دیوید اس. گویر برای ساخت دنبالهٔ مرد فولادین بازخواهند گشت. برادران وارنر می‌خواست که فیلم در سال ۲۰۱۴ اکران شود. ماه بعد اسنایدر در کامیک‌کان سن دیگو تأیید کرد که دنبالهٔ این فیلم در سال ۲۰۱۵ اکران خواهد شد و برای اولین بار در سینما، بتمن و سوپرمن با هم روبرو می‌شوند. گویر و اسنایدر با هم داستان را خواهند نوشت و گویر فیلم‌نامه را می‌نویسد. کریستوفر نولان هم به عنوان مشاور در این پروژه همکاری خواهد کرد. اسنایدر تأیید کرد که بتمن و سوپرمن از رمان تصویری شوالیه تاریکی بازمی‌گردد الهام می‌گیرد. اما در نوامبر ۲۰۱۳ گفت که این فیلم بر پایهٔ رمان تصویری نخواهد بود. در بتمن و سوپرمن، اولین حضور سینمایی واندر وومن در یک فیلم اتفاق می‌افتد پروژه‌ای که برادران وارنر از سال ۱۹۹۶ در حال کار بر روی آن بوده‌است. اواخر دسامبر ۲۰۱۳، کریس تریو برای نوشتن فیلم‌نامه استخدام شد، زیرا گویر درگیر پروژه‌های دیگری بود. تریو پیش از با افلک در فیلم آرگو همکاری کرده بود. عنوان رسمی فیلم، طلوع عدالت در مهٔ ۲۰۱۴ اعلام شد.
هانس زیمر کار آهنگسازی این فیلم را بر عهده داشت و خودش تأکید کرد که موسیقی این فیلم با موسیقی‌ای که برای سه‌گانهٔ بتمن نولان ساخته، فرق می‌کند.

### فیلم‌برداری
در سپتامبر ۲۰۱۳، لری فانگ به عنوان مدیر فیلم‌برداری به این فیلم پیوست. او قبلاً با اسنایدر در فیلم‌های ۳۰۰، نگهبانان و مشت ناگهانی همکاری کرده‌است. فیلم‌برداری اولیه در ۱۹ اکتبر ۲۰۱۳ در کالج لس آنجلس شرقی با فیلم‌برداری از بازی دو تیم فوتبال آمریکایی دانشگاه گاتهام و دانشگاه متروپلیس آغاز شد. در پایان ماه، ساخت مزرعهٔ کنت (که در فیلم مرد فولادین دیده) شده آغاز شد. فیلم‌برداری فیلم با حضور بازیگران اصلی، از ۱۹ مهٔ ۲۰۱۴ در دیترویت شروع شد. فیلم‌برداری صحنه‌های با حضور گل گدوت از ۱۶ مه آغاز شده بود. از ماه نوامبر فیلم‌برداری در شیکاگو آغاز شد. دیگر لوکیشن‌های این فیلم، میشیگان موشن پیکچرز استودیوز، یورک‌ویل، ایلینوی و جنوب اقیانوس آرام بودند. بخش‌هایی از فیلم از جمله سکانس قتل والدین بروس وین، با استفاده از دوربین‌های آی‌مکس فیلمبرداری شده‌است. قرار بود فیلمبرداری قسمتی از فیلم در مراکش انجام شود که به علت شیوع ویروس ابولا به نیو مکزیکو تغییر یافت. فیلمبرداری این فیلم در دسامبر ۲۰۱۴ به پایان رسید.

### طراحی
مارک ویلکینسون همانند مرد پولادین، کار طراحی لباس این فیلم را بر عهده دارد. لباس بتمن، با الهام از شوالیه تاریکی بازمی‌گردد طراحی شده‌است و بر خلاف فیلم‌های قبلی، زرهی نیست و از جنس پارچه است. در کامیک‌کان سن دیگو ۲۰۱۴، از لباس زن شگفت‌انگیز هم رونمایی شد. همچنین لباس دوم بتمن که از زره ساخته شده بود، رونمایی گردید.

## اکران
برادران وارنر در نوامبر ۲۰۱۳ تاریخ اکران بتمن در برابر سوپرمن: طلوع عدالت را در ۱۷ جولای ۲۰۱۵ اعلام کرد. اما در ژانویه ۲۰۱۴ استودیو اعلام کرد تاریخ اکران از ۱۷ جولای ۲۰۱۵ به ۶ مه ۲۰۱۶ منتقل شده‌است تا به فیلمسازان «زمان لازم برای تحقق دیدگاه خود با توجه به ماهیت بصری پیچیده داستان» داده شود. تاریخ اکران بار دیگر در آگوست ۲۰۱۴ به ۲۵ مارس ۲۰۱۶ منتقل شد. یکی از منابع داخلی برادران وارنر می‌گوید که استودیو با توجه به اینکه تاریخ افتتاحیه قبلی همزمان با کاپیتان آمریکا: جنگ داخلی استودیوی مارول است، «لرزیده نمی‌شود»، اما در عوض اعلام کرد که مارس ۲۰۱۶ یک «مسیر فوق‌العاده» برای آن‌ها بود. بر اساس منابع هالیوود ریپورتر، برادران وارنر امکان اکران ۷۰ میلی‌متری این فیلم را، که بخشی از آن با فرمت ۶۵ میلی‌متری آی‌مکس فیلمبرداری شده‌است، در نظر گرفته‌است.
افتتاحیه بتمن در برابر سوپرمن: طلوع عدالت در ادویتوریو نشنال در مکزیکو سیتی در ۱۹ مارس ۲۰۲۱ نمایش داده شد، آن اولین نمایش در شهر نیویورک نیز در ۲۰ مارس در تالار موسیقی رادیو سیتی انجام شد. پس از حملات مارس ۲۰۱۶ بروکسل، برادران وارنر در ابتدا فرش قرمز اولین افتتاحیه لندن را لغو کرد، اما تصمیم گرفت افتتاحیه را ادامه دهد. این فیلم در ۲۵ مارس در ایالات متحده و بریتانیا به صورت سه بعدی منتشر شد. به‌طور همزمان در آمریکای شمالی، چین و ژاپن، سه بازار بزرگ فیلم جهان، و همچنین مناطق بین‌المللی دیگر، به استثنای لهستان، جایی که سینماها در جمعه خوب باز نمی‌شوند، افتتاح شد. این فیلم به‌طور همزمان در ۳۰۰۰۰ اکران در سراسر جهان در ۶۱ بازار، از جمله چین به نمایش، درآمد. در ایالات متحده، تقریباً در ۴۲۴۲ مکان افتتاح شد که از این تعداد ۳۵۰۰ سالن (۸۵٪) به صورت سه بعدی، ۳۹۰ صفحه نمایش آی‌مکس، ۴۷۰ سینمای پی‌ال‌اف، ۱۵۰ سالن سینمای دی-باکس و ده سینمای فیلم ۷۰ میلی‌متری بودند.

## دنباله‌ها
فیلم جوخه انتحار به عنوان سومین فیلم از دنیای سینمایی دی سی در اوت ۲۰۱۶ اکران شد و بن افلک، نقش بتمن را در آن تکرار کرد. فیلم لیگ عدالت قسمت اول نیز به کارگردانی زک اسنایدر در نوامبر ۲۰۱۷ اکران شد. هنری کویل، گل گدوت و ری فیشر نقش‌های خود را در آن فیلم تکرار کردند.

## نمایش خانگی
یک نسخه طولانی از این فیلم با نام نسخه تدوین نهایی در پلتفرم‌های رسانه‌های نمایش خانگی، در کنار نسخه اکرانی، منتشر شد. این نسخه رتبه R را از انجمن سینمایی آمریکا، به سبب خشونت بیشتر از نسخه اکرانی (که درجه‌بندی پی‌جی ۱۳ داشت)، دریافت کرد و ۳۱ دقیقه طولانی‌تر بود. با انتشار نسخه تدوین نهایی، که نسخه اصلی کارگردان از فیلم قبل از تدوین اضافی بود، منتقدان خاطرنشان کردند که احتمالاً فیلم با این صحنه‌های اضافی بهتر مورد استقبال قرار می‌گرفت. بن کندریک از اسکرین‌رنت اظهار داشت که اگرچه «قابل درک تر» است، اما تصویر شخصیت «تغییر اساسی» نداشته‌است و «برای بینندگانی که مرد پولادین یا بتمن علیه سوپرمن را به دلایل بزرگتری دوست نداشتند، مانند لحن، رویکرد، و شخصیت‌پردازی تاریک‌تر از نمادین‌ترین قهرمانان دی‌سی، نسخه نهایی تنها نسخه‌ای طولانی‌تر از فیلمی است که… احتمالاً باعث تفرقه باقی می‌ماند، حتی اگر محصول نهایی فیلم بهتری باشد.» فیل اونز از درپ آن را پیشرفتی نسبت به نسخه اصلی نامید و نوشت: «ببینید و ببینید که به نوعی بتمن در برابر سوپرمن: طلوع عدالت به چیزی تبدیل شده‌است که به یک فیلم کاربردی نزدیک می‌شود. در این روند، نسخه اصلی حتی غیرقابل توضیح تر و وحشتناک تر می‌شود.»
در جدول فروش نمایش خانگی، این فیلم در هفته منتهی به ۲۴ جولای ۲۰۱۶ در رتبه اول قرار گرفت. در ایالات متحده، ۲۳٫۴ میلیون دلار فروش دی‌وی‌دی و ۵۸٫۹ میلیون دلار در فروش بلو-ری به دست آورد که در مجموع ۸۲٫۴ میلیون دلار تخمین زده می‌شود.
علیرغم اینکه بخشی از فیلم آی‌مکس فیلمبرداری شد و با صحنه‌های منتخب در ۱٫۴۳:۱ یا ۱٫۹۰:۱ در سینماهای آی‌مکش منتشر شد، نسخه اولیه بلو-ری فقط دارای نسبت تصویر ثابت ۲٫۳۹:۱ بود که برای نمایش‌های غیر آی‌مکس استفاده می‌شد. با این حال، در ۱۲ دسامبر ۲۰۲۰، اسنایدر فاش کرد که در حال تلاش برای بازگرداندن نسبت آی‌مکس به فیلم برای اکران مجدد آینده در سال ۲۰۲۱ است. در ۴ مارس ۲۰۲۱، برادران وارنر اعلام کرد که نسخه بازسازی شده تدوین نهایی (با صحنه‌های آی‌مکس ارائه شده در نسبت تصویر اصلی ۱٫۴۳:۱) برای پلتفرم‌های دیجیتال و اچ‌بی‌او مکس در ۱۸ مارس ۲۰۲۱ (تاریخ انتشار لیگ عدالت زک اسنایدر) منتشر خواهد شد و همچنین چند روز بعد در ۲۳ مارس در اولترا اچ‌دی بلو-ری منتشر خواهد شد.